# Mahetlwe
Mahetlwe è un villaggio del Botswana situato nel distretto di Kweneng, sottodistretto di Kweneng East. Il villaggio, secondo il censimento del 2011, conta 610 abitanti.

## Località
Nel territorio del villaggio sono presenti le seguenti 15 località:
- Gajong di 29 abitanti,
- Gamhemele,
- Lepare di 29 abitanti,
- Mabelwana di 13 abitanti,
- Mahetwe Lands di 5 abitanti,
- Malopane di 35 abitanti,
- Marungwane di 65 abitanti,
- Mmaphefo di 20 abitanti,
- Mogatelwane di 102 abitanti,
- Pheroge di 47 abitanti,
- Phetsolakgare di 31 abitanti,
- Ramotikane,
- Sehikantswe di 21 abitanti,
- Semeseme di 33 abitanti,
- Tsitadira/Dipeleng di 20 abitanti